# Колија (народна ношња)
Колија је део женске народне ношње ношен у неким деловима Србије, попут Понишавља.
Колија представља поткошуљу која се носила испод сукна у току зиме. У већини случајева је била израђивана од небојеног сукна, тачније природне боје овчије вуне, суре или „сигаве“. Ткана је од оштре и просте вуне, од истог материјала од ког су се правиле и мушке кабанице у том крају. Била је до испод колена и сечена као кошуља без рукава. Израђивана је од танког црног сукна као шајак. Изрезана је на грудима и обложена гајтаном и црвеним ширитом, а на дну је обложена црвеним гајтаном. Често су је носиле у планинским пределима чобанице.

## Изглед и крој
Две предње половине и леђа су била шивена од три равна комада. Колија је у горњем делу уско припијена уз тело и тиме наглашава струк. Хаљина има велику ширину и скоро кружни облик што јој дају клинови који су уметнути од пазуха надоле и по свим ивицама је опшивена гајтаном беле боје. Џепови су косо прорезани, опшивени белим гајтаном и налазе се на бочним странама, а рукави су неукројени и дуги. Око врата се налази уздигнута јачица која је ширине два центиметра која се назива „дубећи огрљак“.